# Mateiko
Mateiko ist eine langgezogene Riffinsel im Riffsaum des Atolls Funafuti, Tuvalu.

## Geographie
Die Insel liegt an einer Stelle des Atolls, wo der südliche Riffsaums nach Norden verläuft. Nur durch einen schmalen Kanal ist die Insel getrennt von Funafala im Süden. Nach Norden erstreckt sich eine Sandbank weiter in das Gebiet der Southern Coral Heads und nach ca. 800 m schließt sich die Insel Falefatu im Nordosten an.